# Košetice
Košetice település Csehországban, a Pelhřimovi járásban. Košetice Křelovice, Chýstovice, Buřenice, Martinice u Onšova, Arneštovice, Křešín és Onšov településekkel határos. Lakosainak száma 748 fő (2024. január 1.).

## Népesség
A település lakosságának változását az alábbi diagram mutatja:
| Lakosok száma | 1257 | 1209 | 982  | 768  | 722  | 715  | 708  | 710  | 721  | 748  |
|               | 1869 | 1890 | 1921 | 1950 | 1980 | 2001 | 2017 | 2019 | 2022 | 2024 |